# Stadlberg (Miesbach)
Stadlberg  ist ein Gemeindeteil von Miesbach auf der Gemarkung Parsberg im oberbayerischen Landkreis Miesbach.

## Ortsbeschreibung
Südöstlich von Miesbach liegen die Einöden genannten Einzelsiedlungen von Stadlberg.
Das ehemalige Bauernhaus und jetzige Landhaus in der Stadlbergstraße 19, die Hofkapelle des Rainhofes in der Stadlbergstraße 32 und eine Ruhebank mit Gedenksäule zur Erinnerung an Theodor von Zwehl sind in die Liste der Baudenkmäler in Miesbach eingetragen.

## Ortsname
Der Name Stadlberg beinhaltet das althochdeutsche Wort stadal (Scheuer, Schuppen), ein Holzgebäude, das auf entlegenen Grundstücken zur Unterbringung des Heus errichtet wurde, bevor dort ein fester Wohnsitz entstand. Auch der jetzige Kaiserhof (von Kaser) deutet auf eine almenhafte Viehwirtschaft hin.

## Haberfeldtreiben von 1893
In der Nacht vom 8. auf den 9. Oktober 1893 fand auf dem Stadelfeld (Baderwirtschaftswiese) ein Haberfeldtreiben statt, das sich zu dieser Zeit bereits von einem humorvollen Rügegericht zur Ahndung von Verstößen gegen gesellschaftliche Normen zu einem rechtswidrigen Laienpranger gewandelt hatte. Bei ihm versammelten sich bis zu 200 Teilnehmer, und es ging als sogenannte Habererschlacht in die Geschichte ein.
Kurz nach Mitternacht zogen aus dem Wald über 100 schwarz-geschminkte Haberer (Treiber) aus den Nachbarorten lärmend auf Miesbach zu. Die meisten von ihnen waren ledige Burschen, vor allem Arbeiter, Knechte und Tagelöhner, und nur wenige Bauern oder deren Söhne nahmen teil. Gleichzeitig läutete man in der Pfarrkirche Sturm und in der Folge eilten unzählige Miesbacher auf die Straßen, dem Schauplatz des Treibens zu, der auf einer Hochebene lag.
Gendarmen unter Leitung des Bezirksamtmanns Carl Riezler, der Ort und Zeitpunkt des Treibens ermittelt hatte, rückten gegen die Haberer vor. Nach einmaliger Warnung durch die Gendarmerie wurde scharf geschossen. Das Treiben musste aufgrund der Schießerei abgebrochen werden. Die Haberer zogen sich zurück. Ein Gendarm wurde von seinen Kameraden schwer verletzt geborgen, ebenso ein Haberer.
Das Ausmaß der Haberfeldtreiben zu dieser Zeit wird deutlich, wenn man die insgesamt 13 Prozesse mit 425 Verurteilungen betrachtet. Bis Mai 1897 wurden 94 Haberfeldtreiber zu Gefängnisstrafen verurteilt (insgesamt 282 Jahre Haft), viele der betroffenen Familien flüchteten in der Folge nach Amerika.

## Bevölkerungsentwicklung
Um 1871 lebten in Stadlberg 68 Einwohner. Bis 1970 stieg die Bevölkerungszahl auf 173 Einwohner. Im Mai 1987 gab es 52 Einwohner in 24 Häusern, die in 28 Wohnungen aufgeteilt waren.
| Jahr      | 1871 | 1925 | 1950 | 1970 | 1987 |
| Einwohner | 68   | 120  | 222  | 173  | 52   |

## Einöden
Anders als in der Gemarkung Wies tragen die Einöden von Stadlberg auf der Gemarkung Parsberg seit der Eingemeindung im Jahr 1978 meist Hausnamen oder nichtamtliche Ortsnamen und sind keine eigenständigen Gemeindeteile von Miesbach. Daher wird die Bevölkerungsentwicklung in den einzelnen Einöden nicht gesondert erfasst.